# کت شلوار

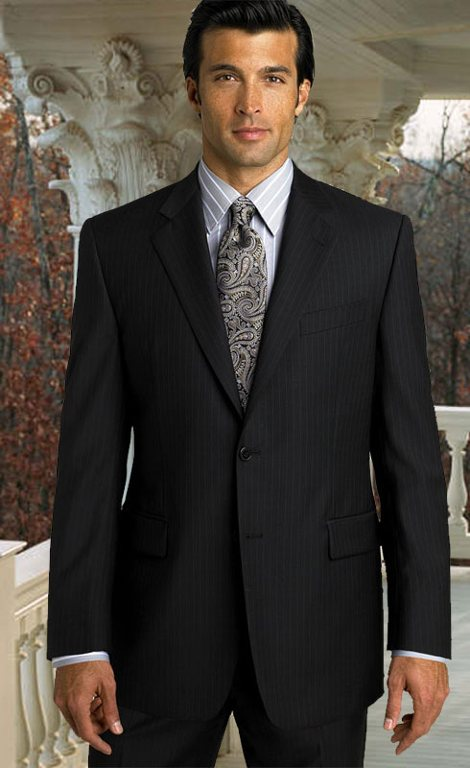
مردی در کت و شلوار

کت شلوار (به انگلیسی: Suit) مجموعه‌ای از البسه است که از یک نوع پارچه ساخته می‌شوند، و معمولاً اقلاً از یک کت و یک شلوار تشکیل می‌شود. کت شلوار بیزنس که منشأ آن بریتانیاست رایج‌ترین نوع کت شلوار غربی است. کت شلوار را به‌طور سنتی اغلب با یک پیراهن یقه دار و یک کراوات می‌پوشند.

## در ایران
ریشه کت و شلوار در تمدن ایرانی :
با مطالعه فرهنگ و تمدن ایرانی، متوجه می‌شویم که ظهور کت و شلوار ریشه در این فرهنگ دارد. در حال حاضر، اکثر مردم در سراسر جهان به دنبال لباس‌ها و پوشاکی هستند که هم زیبا باشند و هم راحتی فراهم کنند. لباسی مورد نظر افراد، باید دست و پا گیر نباشد و احساس راحتی را به فرد منتقل کند. یکی از لباس‌هایی که از دوران‌های گذشته تاکنون باقی مانده و همزمان دارای ویژگی‌های زیبایی و راحتی است، کت و شلوار است.

## گونه‌ها
- اشترزمان (کت و شلوار مردانه)
- لباس صبح

## بخش‌های کت و شلوار
- طرح
- پارچه
- کت
- جلیقه
- شلوار
- اکسسوری ها[۲]